# 阿部好臣
阿部　好臣（あべ よしとみ、1949年11月5日 - ）は、日本古典学者、日本大学教授。
福島県生まれ。1972年日大文理学部国文科卒、77年同大学院文学研究科博士課程単位取得。神奈川県立旭高等学校教諭。1978年国文学研究資料館助手。1985年日本大学文理学部専任講師、助教授、教授。2010年『源氏物語』組成論攷 <読み>の諸相」で日大文学博士。

## 著書
- 『物語文学組成論I　源氏物語』笠間書院 2011
- 『物語文学組成論II　創生と変容』笠間書院 2011

## 編著
- 三条西家証本 (日本大学蔵 源氏物語) 岸上慎二、岡野道夫、杉谷寿郎共編 八木書店　1995-1996
- 中世王朝物語全集〈16〉松陰中納言（校注訳）笠間書院 2005